# 舒森河

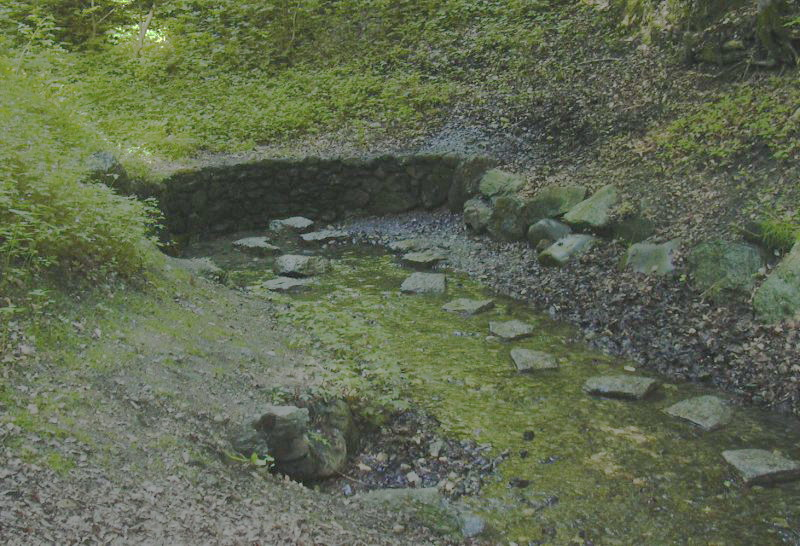

舒森河（德語：Schussen，發音：[ˈʃʊsn̩]）是德國的河流，屬於萊茵河的支流，河道全長62公里，流域面積815平方公里，河畔城鎮有巴特舒森里德、奥伦多夫、拉芬斯堡、梅肯博伊倫和埃里斯基希。